# 피부 호흡
피부 호흡(皮膚呼吸, 영어: cutaneous respiration, cutaneous gas exchange)은 기본적으로 허파나 아가미가 아닌 피부 또는 외피를 통해 가스 교환이 발생하는 호흡의 일종이다. 피부 호흡은 가스 교환만을 통해 이루어지는 방식일 수도 있고 다른 형태를 수반할 수도 있다. 지렁이 등은 축축한 피부로 공기 중의 산소를 흡수하고, 이산화탄소를 배출한다. 또, 개구리는 축축한 피부 호흡을 하여 허파 호흡을 돕는다.

## 같이 보기
- 호흡 계통